# Lovers Rock (album)
Lovers Rock – wydany w 2000 roku przez Epic Records, album grupy muzycznej Sade.
4 grudnia 2000 płyta zajęła pierwsze miejsce na cotygodniowej liście detalicznej sprzedaży płyt w Polsce (OLiS), a w grudniu 2002 uzyskała certyfikat platynowej płyty.

## Lista utworów
1. „By Your Side” – 4:34
2. „Flow” – 4:34
3. „King of Sorrow” – 4:53
4. „Somebody Already Broke My Heart” – 5:01
5. „All About Our Love” – 2:40
6. „Slave Song” – 4:12
7. „The Sweetest Gift” – 2:18
8. „Every Word” – 4:04
9. „Immigrant” – 3:48
10. „Lovers Rock” – 4:13
11. „It’s Only Love That Gets You Through” – 3:53